# Brian O’Halloran

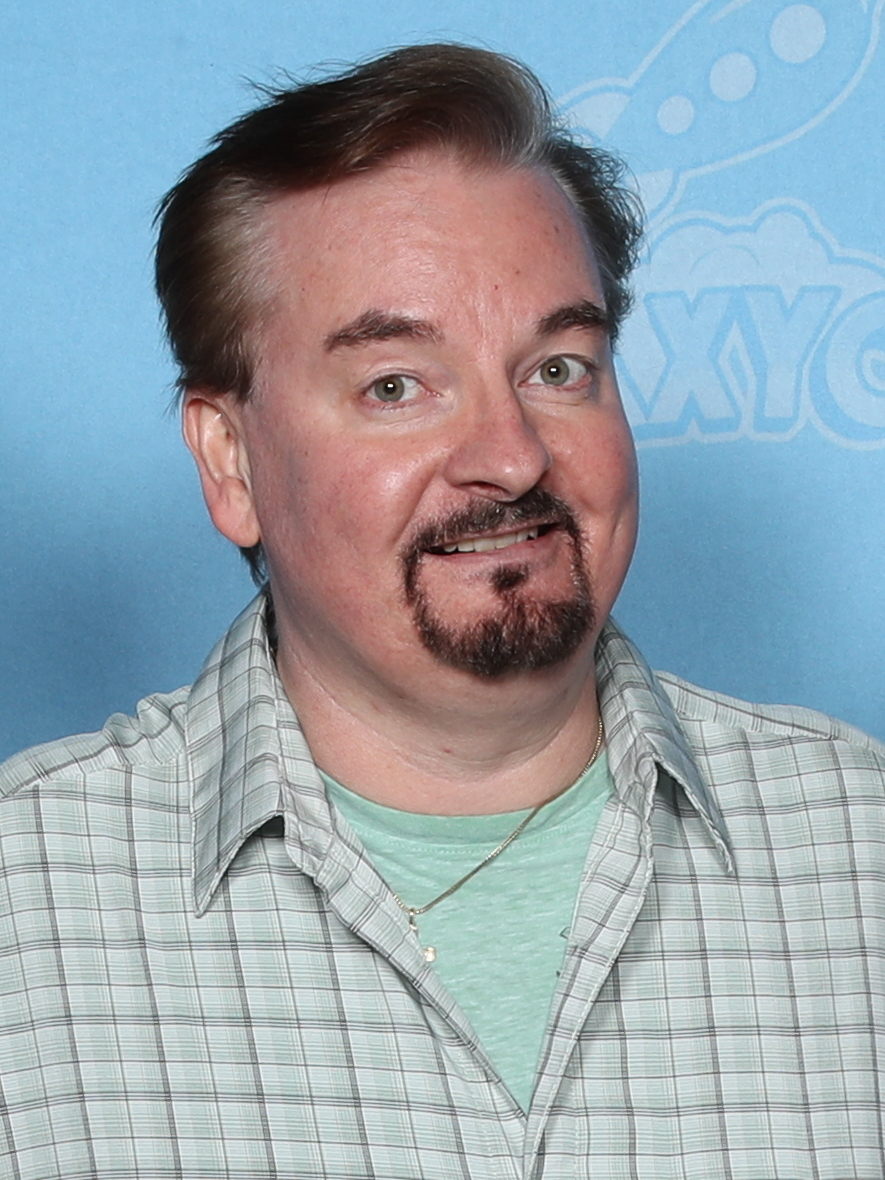
Brian O’Halloran (2019)

Brian Christopher O’Halloran (* 20. Dezember 1969 in New York City) ist ein US-amerikanischer Schauspieler.

## Leben
Der Vater Brian O’Hallorans war ein in der Autobranche tätiger Ingenieur. Die Familie zog im Jahr 1979 nach New Jersey. Brian O’Halloran betätigte sich im Amateurtheater seiner High School und am College.
O’Halloran debütierte neben Jeff Anderson in einer der Hauptrollen der Komödie Clerks – Die Ladenhüter aus dem Jahr 1994. Eine weitere Hauptrolle spielte er in der Horrorkomödie Vulgar aus dem Jahr 2000. In der Fortsetzung der Komödie Clerks – Die Ladenhüter, Clerks 2, übernahm er erneut eine der Hauptrollen an der Seite von Jeff Anderson. O’Halloran ist in einigen Theatern in der New Yorker Region tätig.
O’Halloran heiratete im Jahr 2003 die Schauspielerin Diana Devlin, mit der er ein Kind hat.

## Filmografie (Auswahl)
- 1994: Clerks – Die Ladenhüter (Clerks)
- 1995: Mallrats
- 1997: Groupies
- 1997: Chasing Amy
- 1999: Dogma
- 2000: Vulgar
- 2001: Jay und Silent Bob schlagen zurück (Jay and Silent Bob Strike Back)
- 2001: Drop Dead Roses
- 2003: Moby Presents: Alien Sex Party
- 2006: Clerks 2 (Clerks II)
- 2008: Wilde High School Teens kommen gleich zur Sache
- 2008: The Happening
- 2011: Calender Girl
- 2015: Hindsight 2020
- 2019: Shooting Clerks
- 2019: Jay and Silent Bob Reboot
- 2020–2021: On Our Own (TV-Serie, fünf Folgen)
- 2021: Rushed
- 2021: The Retaliators
- 2022: Clerks III